# D.U.P.
D.U.P.（ディー・ユー・ピー）は、アニメーションを中心にしたメディアミックス作品『デ・ジ・キャラット』シリーズに登場するデ・ジ・キャラット役の真田アサミ、うさだヒカル（ラ・ビ・アン・ローズ）役の氷上恭子、プチ・キャラット役の沢城みゆきの3人による声優ユニット。
元々ユニット名は存在せず、3人の名前をただ並べただけのものだったが、3人の歌う『D・U・P！』からファンの間でユニット名として定着し、後に公式上でも使用されるようになった。2004年12月26日に幕張メッセで行われた『FINAL☆PARTY☆NIGHT』で5年にわたる活動を休止した。
2020年1月12日に結成20周年を記念して「D.U.P結成20周年記念トークイベント　大同窓会」が上記3人に加えトークゲストとして桜井弘明・こげとんぼ*を招待されて行われた。